# Burni Supi
Burni Supi är ett berg i Indonesien.   Det ligger i provinsen Aceh, i den västra delen av landet, 1 600 km nordväst om huvudstaden Jakarta. Toppen på Burni Supi är 1 993 meter över havet, eller 68 meter över den omgivande terrängen. Bredden vid basen är 1,3 km.
Terrängen runt Burni Supi är huvudsakligen kuperad, men österut är den bergig. Trakten runt Burni Supi är nära nog obefolkad, med mindre än två invånare per kvadratkilometer. I omgivningarna runt Burni Supi växer i huvudsak städsegrön lövskog.